# Kalaba
Kalaba (Calophyllum), česky též pona nebo domba, je rod rostlin z čeledi kalabovité. Jsou to většinou stromy s přímým rovným kmenem a tuhými, jednoduchými, vstřícnými listy. Květy jsou nejčastěji bílé nebo nažloutlé, s mnoha tyčinkami. Plodem je bobule připomínající peckovici. Rod zahrnuje asi 190 druhů a je rozšířen zejména v tropické Asii, méně i v jiných částech tropů. Některé druhy jsou těženy pro kvalitní dřevo, jiné mají význam v medicíně nebo jsou vysazovány jako okrasné a stínící dřeviny.

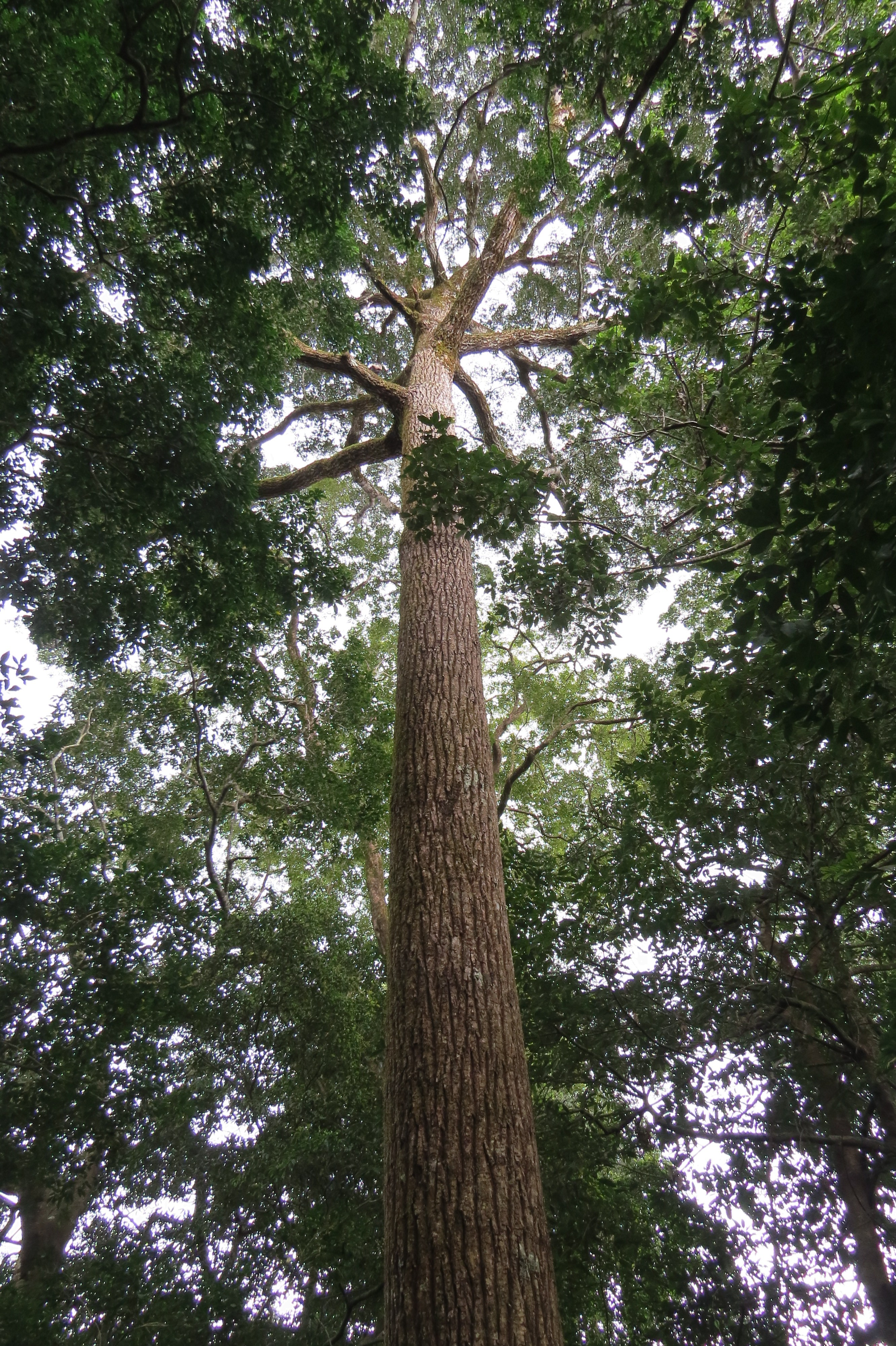
Kalaba Calophyllum polyanthum

## Popis
Kalaby jsou stromy nebo výjimečně keře. Stromy mívají přímý a rovný kmen. Rostliny při poranění roní bezbarvý, mléčně bílý nebo žlutý latex. Listy jsou jednoduché, celokrajné, vstřícné, tuhé a většinou řapíkaté. Žilnatina je tvořena hustými, rovnoběžnými postranními žilkami téměř kolmými na hlavní žilku a střídajícími se s průsvitnými latexovými kanálky. Rostliny jsou jednodomé nebo dvoudomé. Květy jsou bílé nebo nažloutlé, nejčastěji uspořádané do krátkých, úžlabních či vrcholových hroznů, vrcholíků či thyrsů. Kalich je obvykle čtyřčetný, často zbarvený stejně jako koruna. Korunních lístků může být 2 až mnoho nebo koruna zcela chybí. Tyčinek je mnoho a nejsou uspořádané do zřetelných svazečků. Semeník je tvořen jediným plodolistem a obsahuje pouze 1 vajíčko. Čnělka je jednoduchá, dlouhá. Plodem je kulovitá, jednosemenná bobule připomínající peckovici.

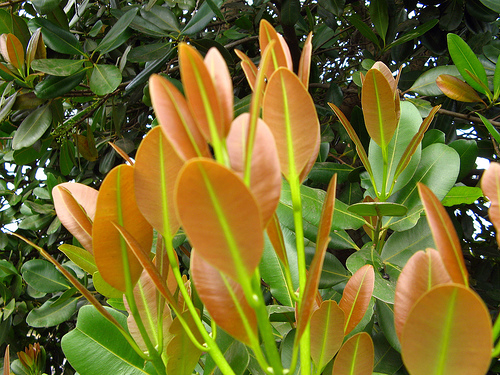
Mladé výhony Calophyllum brasiliense
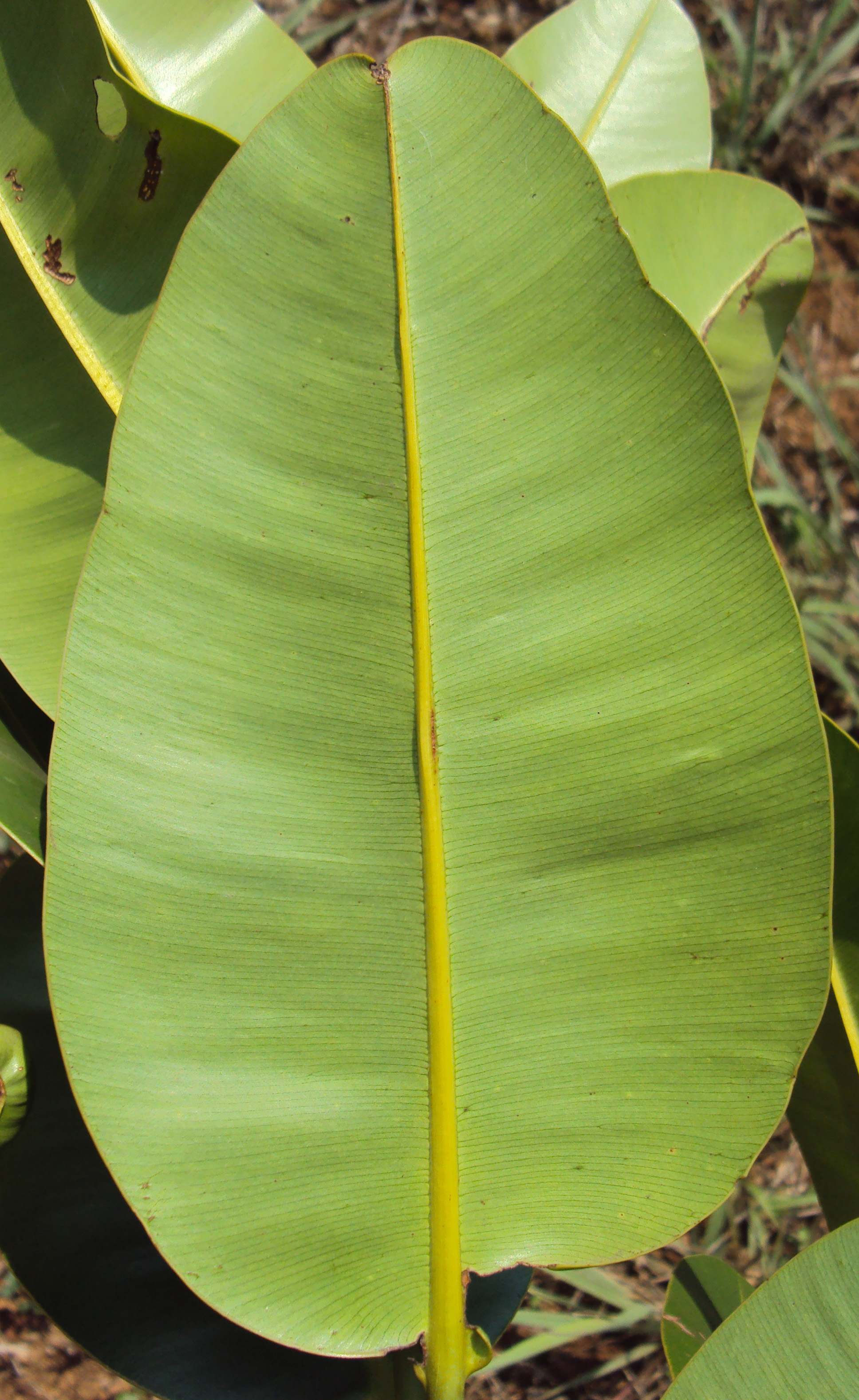
List kalaby obvejčité (C. inophyllum) s typickou žilnatinou
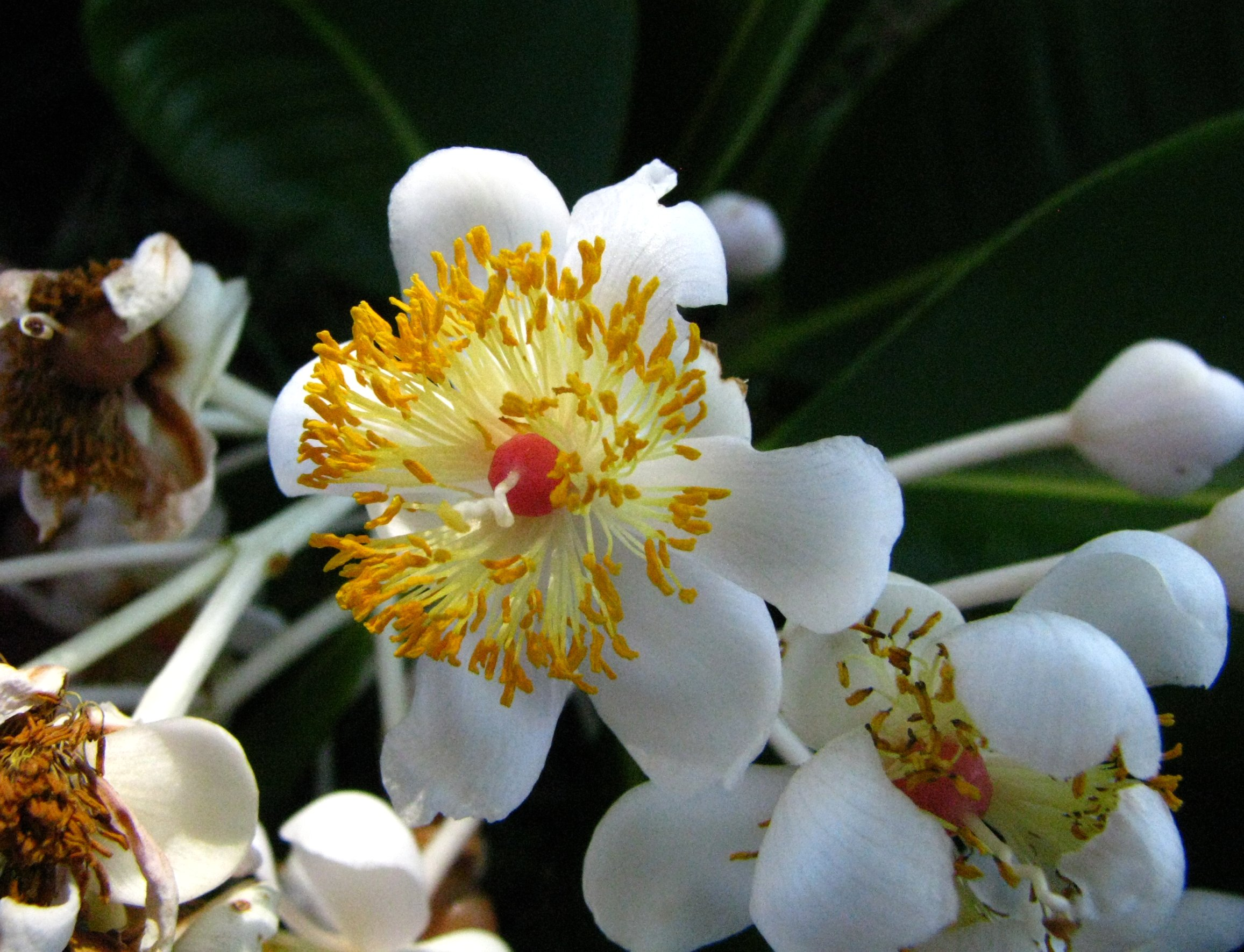
Květy kalaby obvejčité
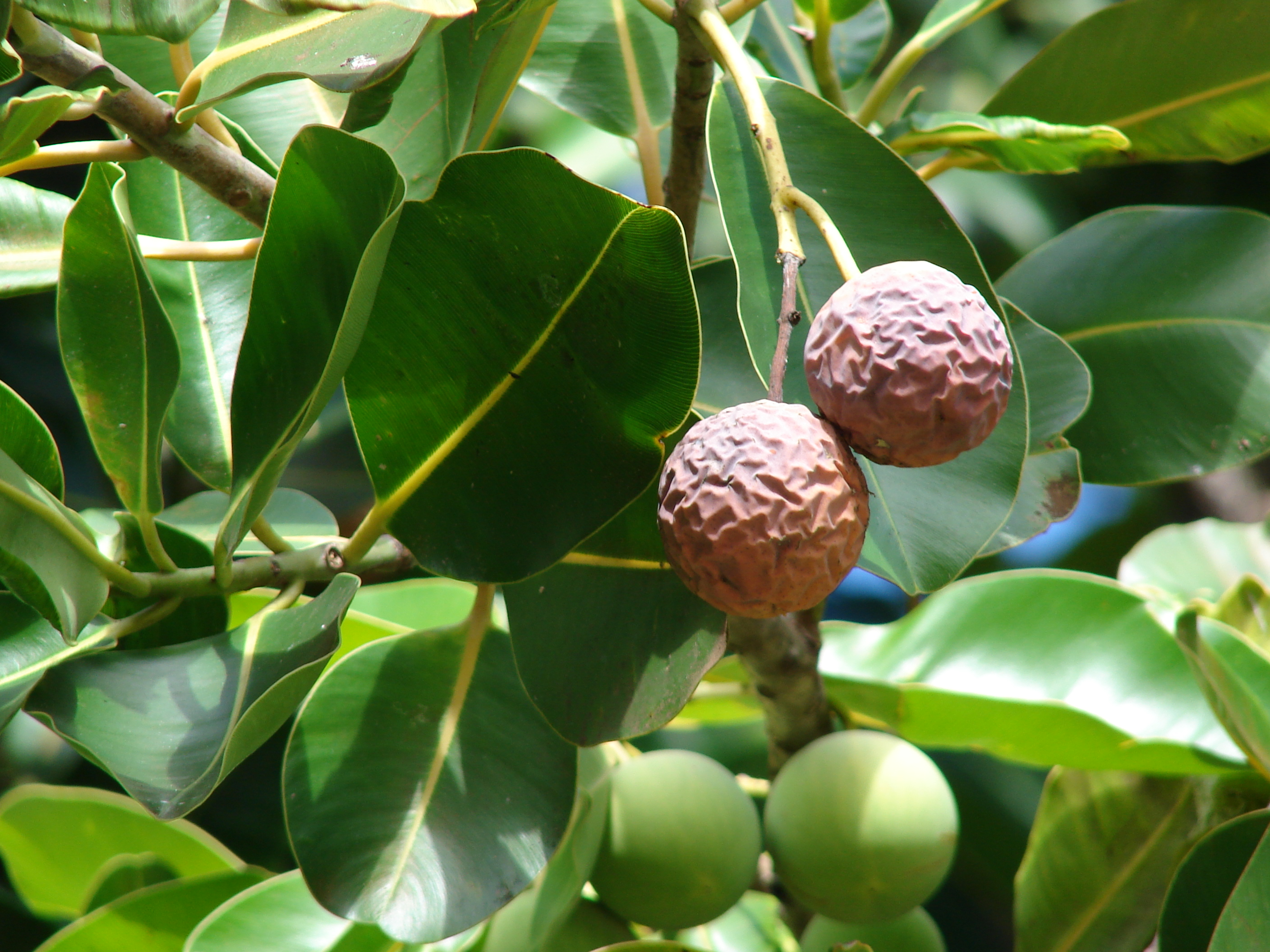
Plody kalaby obvejčité

## Rozšíření
Rod kalaba obsahuje asi 190 druhů. Je rozšířen v tropech celého světa. Největší počet druhů roste v tropické Asii. Rozsáhlý areál má kalaba obvejčitá (C. inophyllum), druh rozšířený od subsaharské Afriky až po Tichomoří.
Kalaby rostou zejména v nížinných až kolinních, méně i v montánních tropických deštných lesích.

## Taxonomie
Rod byl v minulosti řazen do čeledi Clusiaceae (klusiovité) nebo do široce pojaté čeledi Hypericaceae (třezalkovité). V roce 2009 byla v systému APG III oddělena od klusiovitých nová čeleď Calophyllaceae (kalabovité). Rod Calophyllum je jejím největším rodem.

## Zástupci
- kalaba obvejčitá (Calophyllum inophyllum)

## Význam
Četné druhy kalaby jsou těženy pro kvalitní dřevo. To bývá růžové, cihlově červené až hnědočervené, protkané tmavšími žilkami. Je pevné, středně tvrdé a poskytuje výborný materiál zejména na různé stavby a konstrukce.
V tropické Americe je hojně těžen rozšířený druh Calophyllum brasiliense. Dřevo je obchodováno nejčastěji pod názvem santa-maria, vyváží se však málo. Domorodci jej používají mj. k výrobě dlabaných kánoí. Velmi podobné a zaměnitelné dřevo má i druh C. lucidum. Dřevo kalaby dlouho a pomalu hoří a je proto ve Střední Americe oblíbeným topivem. Strom je také vysazován jako stínící dřevina zejména kakaových a kávových plantáží. V Indii se komerčně těží zejména druhy C. inophyllum, C. tomentosum, C. spectabile a C. wightianum, jejichž dřevo je obchodováno pod názvem poon. Dřevo malajských druhů (C. ferrugineum, C. inophyllum, C. calaba, C. rigidum) se obchoduje pod názvem bintangor.
Kalaba obvejčitá (C. inophyllum), pocházející z oblasti Asie a Austrálie, je v tropech celého světa vysazována jako pouliční strom a okrasná dřevina. Druh je v tradiční indické medicíně používán při léčení řady chorob. Ze semen se získává olej používaný v kosmetice, medicíně, výtvarnictví či do lamp. Zralé plody jsou jedlé.
C. brasiliense je používán v domorodé medicíně Latinské Ameriky. Medicínské studie prokázaly řadu účinků včetně protirakovinného působení. Z asijských druhů Calophyllum lanigerum a C. teysmannii var. inophylloides byly izolovány kalanolidy (dipyranokumariny), látky s antivirotickým účinkem proti HIV. Kumariny izolované z C. brasiliense jsou účinné proti Trypanosoma cruzi, původci chagasovy choroby. Triterpenoidy z C. inophyllum vykazují inhibiční účinek proti leukémii.

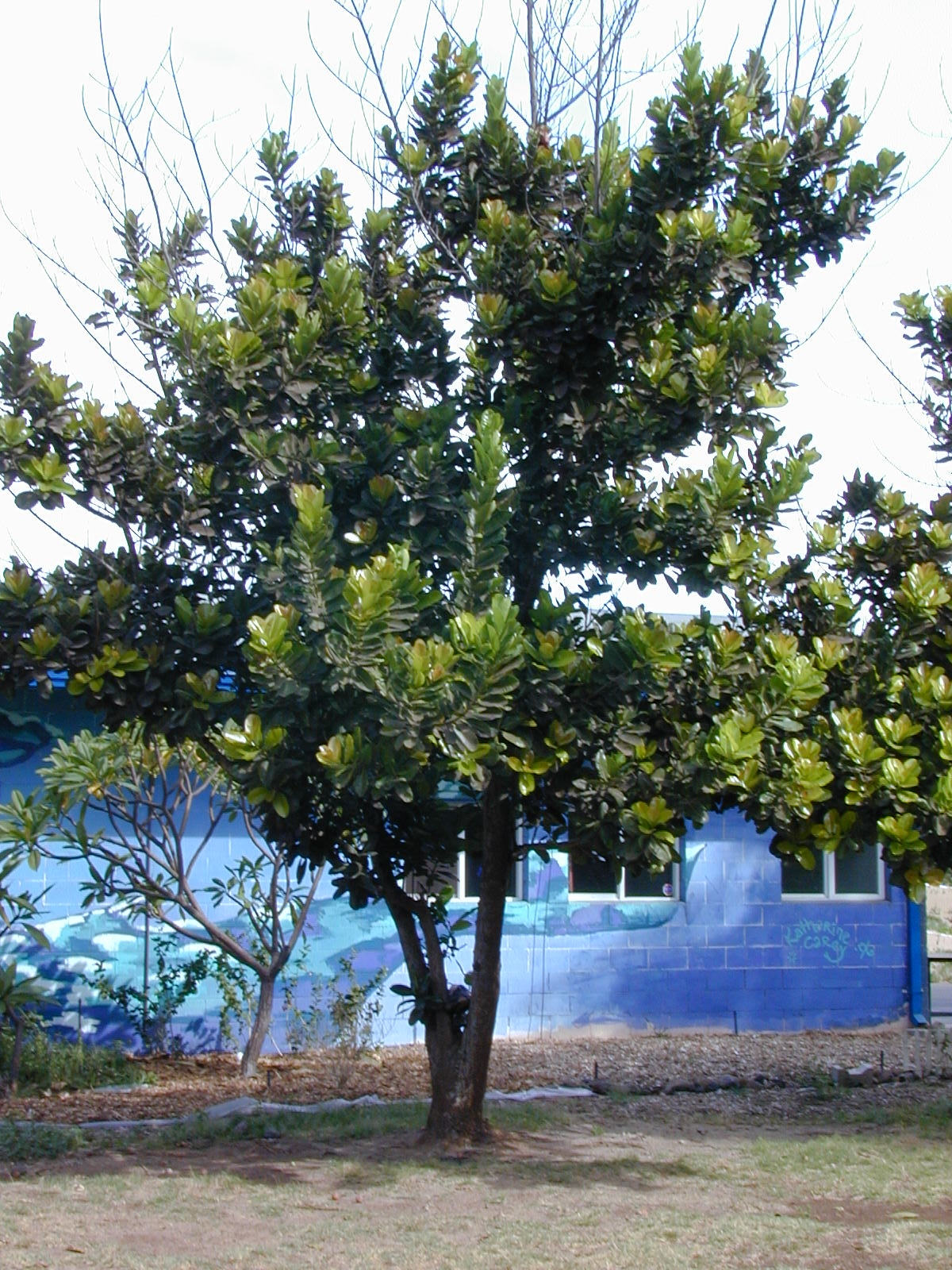
Kalaba obvejčitá jako okrasná dřevina
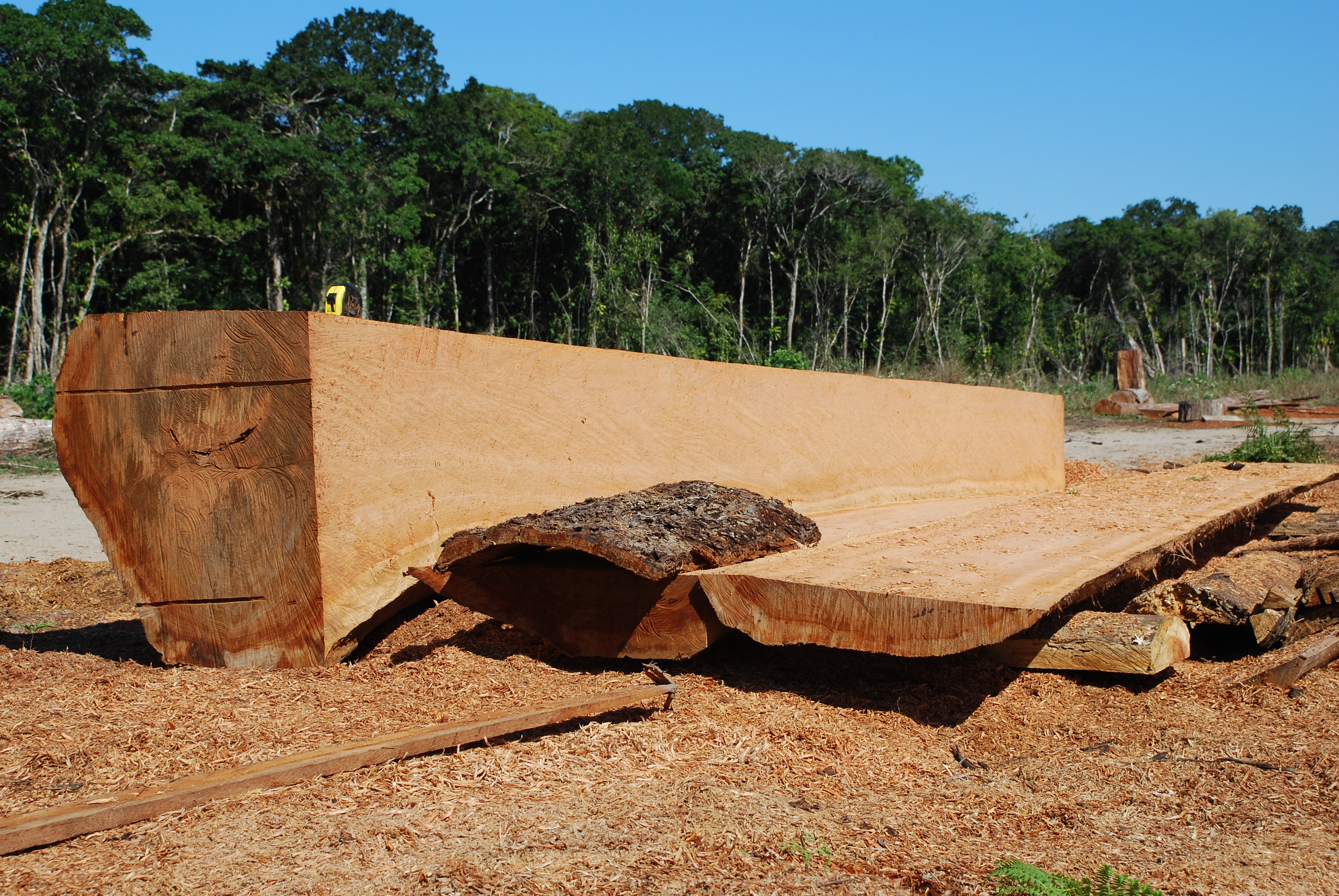
Rozporcovaný kmen C. brasiliense
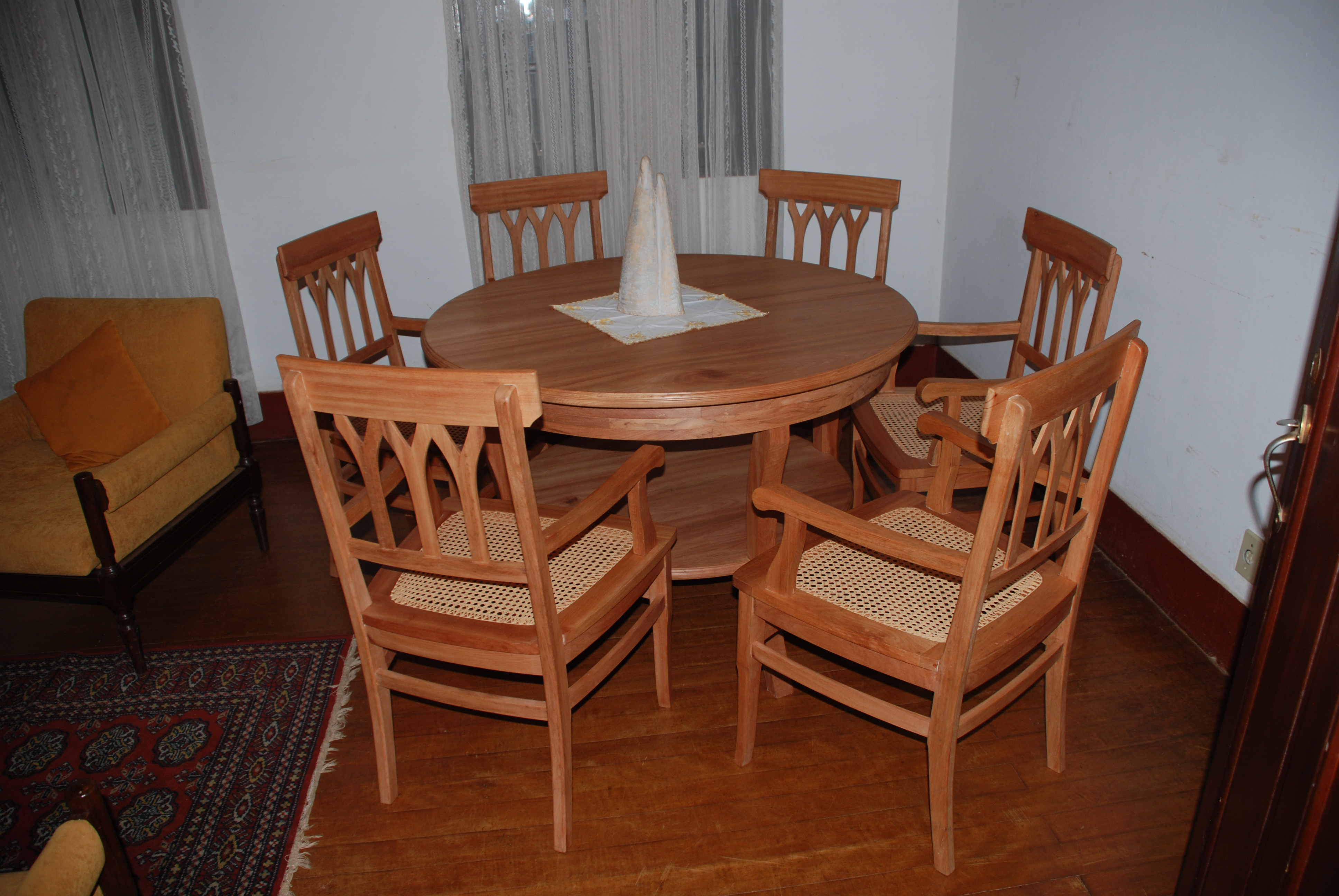
Nábytek ze dřeva C. brasiliense